# 巴瓦尼
巴瓦尼（Bhavani），是印度泰米尔纳德邦Erode县的一个城镇。总人口38645（2001年）。

## 人口
该地2001年总人口38645人，其中男性19482人，女性19163人；0—6岁人口3839人，其中男1960人，女1879人；识字率72.27%，其中男性为78.43%，女性为66.01%。